# Ксиндас, Спиридон
Спиридон Ксиндас (греч. Σπυρίδων Ξύνδας; 8 июня 1812, Керкира, Kerkyra Municipal Unit — 25 ноября 1896, Афины) — видный греческий композитор XIX века и гитарист, один из основателей Семиостровной школы музыки.
Внёс большой вклад в греческую классическую музыку и музыкальное образование.

## Биография
Спиридон Ксиндас родился на острове Керкира в 1812 году.
Ксиндас учился у основателя Семиостровной школы музыки и автора музыки Национального гимна Греции, Николаоса Мандзароса, и стал впоследствии сотрудником своего учителя. Как и его учитель и многие другие музыканты Керкиры, Ксиндас учился в Неаполе.
Вернувшись на Керкиру, вместе с Мандзаросом создал «Филармоническое общество Керкиры» где преподавал теорию музыки и церковную музыку.
Его учеником был автор «Олимпийского гимна», Спирос Самарас. По некоторым источникам Самарас был внебрачным сыном Ксиндаса.
Ксиндас часто гастролировал по Греции, играя на гитаре. В 1886 году, в возрасте 74 лет, обосновался в Афинах, где через 10 лет умер слепым и в нищете.

## Творчество
Ксиндас написал много произведений для гитары, но и много песен, кантат, опер с итальянскими и греческими либретто.
Его опера Кандидат в депутаты (поставлена в 1867 году в Благородном театре Сан-Джакомо на Корфу), украшенная фольклорными элементами из семиостровной и континентальной греческой музыкальной традиции, полна резкой общественной критики, и является первой мелодрамой написанной греческим композитором с греческим либретто, текст которого написал Иоаннис Ринопулос.
Опера была поставлена в Афинах в Театре Букура в 1888 году.
Его песня «Зоренька» (Αυγούλα), на стихи Дионисия Соломоса, поётся по сегодняшний день.
Многие из произведений Ксиндаса (предположительно) пропали при бомбардировке Керкиры в годы Второй мировой войны.

## Работы

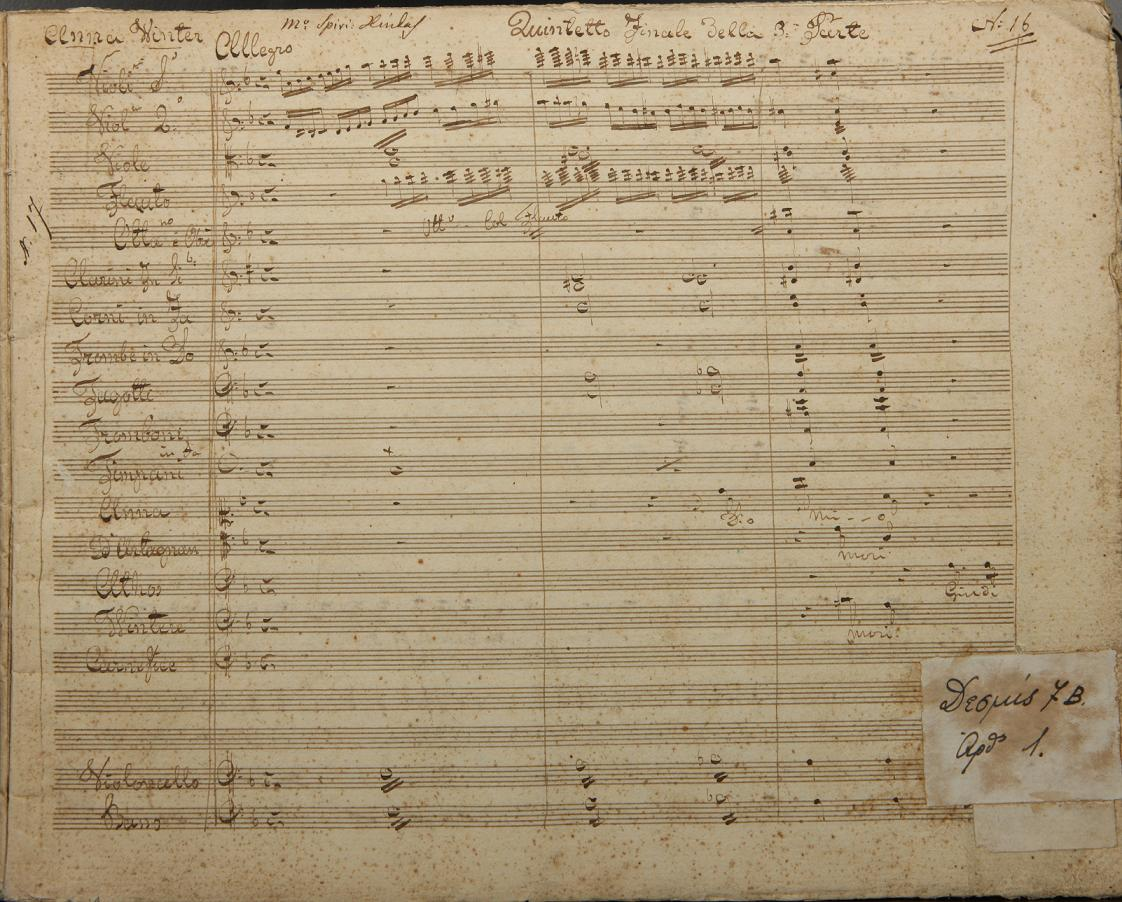
Первая страница из «Quinteto Finale» из третьего акта оперы «Anna Winter», в рукописи автора. Экспонат музея музыки Филармонического общества Керкиры.

### Оперы
- Anna Winter (1855)
- Граф Джулиано, (Il Conte Giuliano) (1857)
- Кандидат в депутаты (Ο υποψήφιος βουλευτής 1867)
- Молодой жених (Ο νεόγαμπρος 1877)
- Два претендента (I due pretendenti 1878)
- Три мушкетёра (Οι τρεις σωματοφύλακες см. Anna Winter)
- Галатея (Galatea 1895, незаконченая)

### Песни
Написал множество песен, из которых самыми популярными стали:
- Нани-нани (Νάνι-νάνι) — колыбельная на стихи Аристотелиса Валаоритиса
- Поцелуй (Το φιλί)
- Сон (Το όνειρο')

## Диски
- Greek Composers Millenium Edition, 12 CD Box